# 天主教貝貢教區
天主教貝貢教區 （拉丁語：Dioecesis Pekhonensis）是羅馬天主教的一個教區，位於緬甸撣邦西南部，面積25,890平方公里，受東枝總教區管轄。
2005年12月15日升為教區。現任主教為伯多祿·赫拉。2005年有28個堂區、37,194教友、23名司鐸。